# ヒデキ・ロック・オン・ステージ
『ヒデキ・ロック・オン・ステージ』は、西城秀樹の3枚目のカバー・アルバム。1976年8月25日にRCAから発売された。

## 内容
- 西城秀樹がコンサートなどでカバーして唄っている、ロック系のポピュラー音楽の各楽曲をスタジオ収録した（第3弾の）アルバムである。

## 収録曲
SIDE A
1. ロール・オーバー・ベートーヴェン（ROLL OVER BEETHOVEN）C.Berry,河野通雄編曲
2. ブルー・スウェード・シューズ（BLUE SUEDE SHOES）C.Perkins,惣領泰則編曲
3. グッド・ゴーリー・ミス・モーリー（GOOD GOLLY MISS MOLLY）Blackwell-Maracalco、葵まさひこ編曲
4. ジョニー・ビー・グッド（JONNY B,GOODE）C.Berry,西村耕二編曲
5. ママはダンスを踊らない（YOUR MAMA DON'T DANCE）Loggins-Messina、渡辺茂樹編曲
6. スピニング・ウィール（SPINNING WHEEL）D.C.Thomas、渡辺茂樹編曲
7. サティスファクション（SATISFACTION）M.Jagger-K.Richard,渡辺茂樹編曲
8. ジャンピン・ジャック・フラッシュ（JUMPIN' JACK FLASH）M.Jagger-K.Richard,渡辺茂樹編曲

SIDE B
1. ファンキー・スタッフ（FUNKY STUFF）Kool&The Gang,馬飼野康二編曲
2. 恋の逃亡者（SATISFACTION GUARANTEED）K.Gamble-L.Huff,渡辺茂樹編曲
3. ジャスト・ライク・ア・ウーマン（JUST LIKE A WOMAN）B.Dylan,渡辺茂樹編曲 とLPに記載されているが、実際はGeordieの楽曲である。
4. ケニーのバンプ（THE BUMP）B.Martin-P.Coulter,惣領泰則編曲
5. S.O.S. S.Tyler,惣領泰則編曲
6. ハート・ブレイカー（HEART BREAKER）M.Farner,藤丸バンド編曲